# BYO Split Series, Vol. 1
BYO Split Series, Vol. 1 è il primo split della serie BYO Split, e comprende i gruppi Leatherface e Hot Water Music.
È stato pubblicato nel 1999 dalla BYO Records.

## Tracce
Lato Leatherface
1. Andy - 3:26
2. Eat Her Face - 2:01
3. Wax Lyrical - 3:53
4. Punch (Drunk) - 3:21
5. Deep Green Beautiful Leveling - 3:39
6. Gang Party - 3:48

Lato Hot Water Music
1. Caught Up - 2:11
2. Wrong and Righteous - 2:23
3. Take It as It Comes - 1:54
4. Dead End Streets - 2:51
5. The Bitter End - 3:45